# Montucherkopszef
Montucherkopszef – syn faraona Ramzesa III i królowej Iset. Meritaton II był bratem faraonów Ramzesa IV, Ramzesa VI i Ramzesa VIII i wujem faraonów Ramzesa V i Ramzesa VII. Jego pełne imię brzmiało Ramzes Montucherkopszef.
Nosił tytuł „Pierwszego Dowódcy Rydwanów Jego Wysokości”, był mężem Takhat, która nosiła zaszczytny tytuł Matki Królów. Istnieje hipoteza mówiąca, że byli rodzicami Ramzesa IX, ponieważ żaden inny faraon z XX dynastii nie miał matki o tym imieniu.
Montucherkopszef umarł w 22 roku panowania Ramzesa II, w którym jego brat Ramzes IV został wyznaczony na następcę tronu.